# Edifício do Banco do Brasil (São Paulo)
Avenida São João com o Banco do Brasil à direita e o edifício Martinelli à esquerda
O Edifício do Banco do Brasil é uma arranha-céu localizado no centro da cidade de São Paulo, SP, no Brasil. Um dos prédios em altura mais antigos da cidade, foi concluído em 1954. Tem 143 metros e 24 andares, tendo sido por muitos anos um dos 20 edifícios mais altos da cidade de São Paulo e do Brasil.

## Características
Trata-se de um edifício massivo que obedece um determinado padrão escalonado em seu projeto arquitetônico, e que, por suas dimensões e localização central pode ser avistado de diversos pontos dos mais longínquos da cidade. A cor bege da parte externa da construção é conferida pela tonalidade das pastilhas usadas em seu revestimento. Foi inaugurado e passou a ser sede do Banco do Brasil em 1954, quando o banco deixa sua antiga sede, na Rua Álvares Penteado, onde mais tarde seria instalado o Centro Cultural Banco do Brasil.
Sua entrada principal fica voltada para a rua São Bento, com o prédio estando localizado entre esta, a Avenida São João e a rua Líbero Badaró, no Centro Histórico de São Paulo. As outras duas vias tem entradas menores, apesar da fachada voltada a Avenida São João ser a maior, ficando de frente ao histórico e tradicional Edifício Martinelli na Praça Antonio Prado. Essa região é o antigo Centro Financeiro da cidade de São Paulo, pois além de abrigar a Bolsa de Valores da cidade (B3) abrigou também outros grandes edifícios que em algum momento foram as sedes administrativas de outros bancos brasileiros e de estrangeiros operantes no país, tais como o Banco Mercantil de São Paulo, o Unibanco, o BankBoston e o Banespa.